# Gerard Craughwell

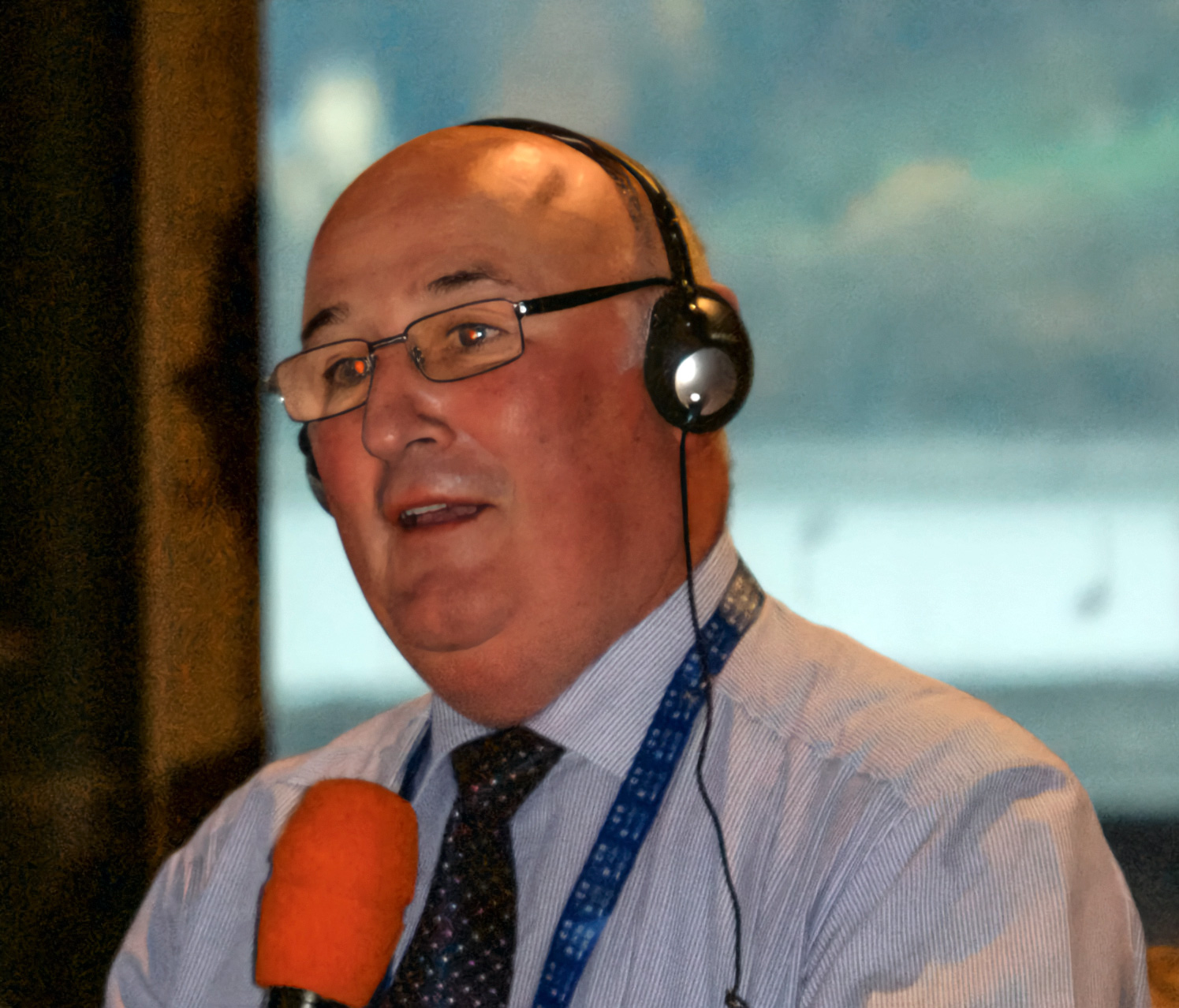
Gerard Patrick Craughwell 2018 in Bregenz

Gerard Patrick Craughwell (irisch Gearóid P. Ó Creachmhaoil; * 22. November 1953) ist ein unabhängiger irischer Politiker, der seit 2014 als Senator in Irland berufen ist.

## Familie
Craughwell wurde in Galway als eines von elf Kindern geboren und wuchs in Salthill auf (Salthill ist das Vergnügungsviertel von Galway). Er ist verheiratet mit Helen, und aus der Ehe entstammen zwei Kinder, David und Rebecca.

## Ausbildung und Tätigkeit
Ursprünglich wollte er mit fünfzehn Jahren der irischen Armee beitreten, jedoch weigerten sich seine Eltern, ihm die notwendige Erlaubnis zu geben. Mit 16 Jahren arbeitete er als Barkeeper in London im Pub „Hog in the Pound“ und trat nach wenigen Monaten in das Kings Division Depot der Royal Irish Rangers (2. Bataillon) ein. Mit siebzehn Jahren wurde er zum jüngste Lance Corporal im Regiment. Bis 1974 verblieb er in der britischen Armee. Aufgrund von Drohungen, angeblich von der IRA, dass er erschossen werden würde, verließ er die britische Armee nach längeren Diskussionen innerhalb der Familie.
Nach 1974 trat er der irischen Armee bei (Infanteriebataillon in Renmore Barracks in Dún Uí Mhaoilíosa), wurde dort Unteroffizier und 1980 Sergeant sowie Ausbilder in der militärischen Ausbildungsschule.
1980 verließ er die Armee, übernahm das Gasgeschäft seines Vaters, jedoch ging das Unternehmen 1983 in Insolvenz, wobei er mit seinem Privatvermögen haftete und fast alles verlor. Er nahm einen Job als Teilzeitfahrer bei Underfoot Distributors Ltd Athlone, Co. Westmeath an. 1986 bis 1990 war er bei Aughinish Alumina Ltd und zog nach Limerick. Wegen einer schweren Rückenverletzung musste er die Tätigkeit aufgeben. Er begann ein Studium am Limerick Senior College und schloss das Studium an der London School of Economics im Barbican Centre ab. Er erhielt eine geringfügige Lehrtätigkeit Limerick Senior College und absolvierte an der University of Limerick ein Postgraduierten-Diplomausbildung in Informatik (1995). Danach begann er am Senior College Dun Laoghaire zu arbeiten und zog nach Dublin.  Er wurde stellvertretender Direktor der Schule und ein aktives Mitglied der Teachers Union of Ireland (TUI), Vorsitzender des Weiterbildungsausschusses für das TUI Executive Committee und Vorstandsmitglied der TUI Credit Union, das einzige irische Ausschussmitglied der Information Technology Certifying Organization CompTIA und ab 2012 bis 2014 war er Präsident der TUI.

## Politische Tätigkeit

### Senat
Im September 2014 ließ er sich als unabhängiger Kandidat für die Wahl zum irischen Senat (Seanad Éireann) eingetragen, wurde überraschenderweise gewählt und nahm am 14. Oktober 2014 als Mitglied des Kultur- und Bildungsausschusses seine Tätigkeit auf. Obwohl er bei den britischen Streitkräften gedient hatte und Mitglied der Royal Irish Rangers war, erhielt er von zehn Sinn Féin Mitgliedern bei der Wahl zum Senator die Stimme. Er ist derzeit der einzig unabhängige Senator im Senat und Mitglied des gemeinsamen Ausschusses mit dem irischen Parlament (Oireachtas) für Bildung und Sozialschutz. Er war zuvor Mitglied der Partei Fine Gael, schloss aber einen erneuten Beitritt zur Partei aus.

### Präsidentschaftswahlkampf 2018
2018 gab Craughwell bekannt, dass er eine Nominierung für die Präsidentschaftswahlen von 2018 ins Auge fassen würde, zog jedoch später seine Absichtserklärung wieder zurück.